# Janez Kuhar
Janez Kuhar, slovenski zborovodja in skladatelj, * 10. julij 1911, Vevče, † 21. maj 1997, Ljubljana.
Glasbeno pedagoški študij je končal v Ljubljani leta 1936. Kuhar je bil borec NOB od leta 1942 do konca vojne in avtor prve partizanske opere Tam nekje v gozdovih. Njegova glasbena misel je trdno zasidrana v obširnem vokalnem opusu, ki vsebuje prek 500 skladb. Razdelili bi jih lahko na pesmi za otroke, partizanske pesmi, zborovske skladbe, samospevi. Slovenski glasbeni literaturi pa je prispeval tudi nekaj skladb za harmoniko solo. Bil je dolgoletni vodja otroškega pevskega zbora RTV Slovenija.